# Владимир Станојевић (лекар)
Владимир Станојевић (Брезник, 3. март 1886 — Београд, 5. јун 1978) био је српски војни лекар, санитетски бригадни генерал југословенске војске, историчар медицине, хонорарни професор историје медицине, оснивач Музеја српског лекарског друштва, учесник Балканских и Првог светског рата, носилац бројних војних признања.

## Живот и каријера
Рођен је 1886. одине, у Брезнику, у близини Димитровграда. Након завршене основне школе похађао је гимназију у Пироту, коју је због премештаја очеве службе завршио у Трећој београдској гимназији. Као стипендиста српског војног санитета похађао је медицину на Војномедицинској академији у Петрограду где је и стекао звање доктора медицине 1911. године. По повратку у Србију исте године постављен је у болничку чету.

### Балкански ратови
По објављеној мобилизацији 1912. године на почетку балканских ратова, радио је прво као лекар у Призрену, затим Тирани, Прибоју, Битољу, Охриду.

### Први светски рат
У првим година Великог рата, као изузетно способан организатор и руководилац, др Станојевић се истакао 1915. године вршећи дужност управника Моравске сталне војне болнице код Ћеле-куле у Нишу, која је била централна болница за лечење оболелих у току епидемије пегавог тифуса која је харала Србијом 1914 и 1915. А стање у болници у Нишу коју је 1. марта 1915. примио др Владимир Станојевић као њен нови управник, било је са поприличним бројним стањем и проблемима:
...лекара и лекарских помоћника (37), болничара (256) и милосрдних сестара (175), а рањеника напретек.... Болница је имала у свом кругу 26 које зиданих зграда које барака. Од ових је било 18 у којима су били смештени болесници ... Рачуна се, неко време да је свију болесника могло бити, средином фебруара, кад је епидемија најјаче владала, око 3.000...
О тешком кадровском стању у болници, приликом посете Нишу, почетком марта 1915, пуковник Хантер је забележио; о 956 оболелих брину свега двојица лекара! У војној болници је на 200 кревета лежало чак 700 пацијената, а један од те двојице лекара био је др Владимир Станојевић.
Снажан продор непријатеља са севера и истока Србије условио је 21. октобра 1915. повлачење Моравске сталне војне болнице;...„једине српске санитетске формације која је остала формација и током Катастрофе, повлачећи се од Ниша па до Скадра, па кроз глибове дивљег албанског приморја, до Вида, Острва Смрти, на коме је одмах дејствовала“... Америчкој мисији др Владимир Станојевић предао је 1.300 рањеника и заједно са др Божидаром Замфтом, да сачекају непријатеља, а у повлачење је кренуло са целокупним особље болнице и са јединицом од 500 регрута моравске болничке чете, „... са више хране за људе и стоку неголи болничких ствари...“.
Упоредо са војском повлачио се и велики збег становништва, почиње голгота кроз снегом завејане планине Црне Горе и Албаније. Хиљаде и хиљаде мртвих пратило је траг огромне колоне, неки су сахрањивани, а многи и без гроба остајали поред пута. Повлачење је било тешко и напорно и трајало је три месеца све до 21. јануара 1916.
Дана 17. новембра 1915. др Владимир Станојевић са остацима нишке болнице наставио је свој ратни пут преко Пећи и Андријевице и 21. новембра стигао у Подгорицу, без санитетског материјала који је остављен успут због великог закрчења путева избеглицама и честих напада побуњених Албанаца.
Из Подгорице болница је наставља пут за Скадар где стиже 6. децембра 1915. У Скадру је др Владимир Станојевић добио наређење да организује привремену болницу у две зграде са 500 кревета, и обавезу да врши опслуживање и лечење сопствених али и рањеника и болесника смештених у црногорској болници. Наредних месец дана у овој болници лечио је преко 5.000 рањеника и болесника, а дневна смртност се кретала између 30 и 35 лица.
Поново је др Владимир Станојевић са болницом кренуо на пут 7. јануара 1916. и након мукотрпног и тешког марша, 15. јануара стигао у Драч, а одатле на острво Видо.
После повлачења преко Албаније, др Владимир Станојевић уредио је и водио болницу на острву Видо, све до 1916. године када се прикључио новоформираној Добровољачкој дивизији која се борила у Добруџи.
На крају Великог рата, др Станојевић је постављен за лекара Првог југословенског пука са којим је учествовао у пробоју Солунског фронта на Добром Пољу.

### Између два светска рата
После Великог светског рата постављен је на дужност лекара и наставника хигијене у Подофицирској школи у Београду, а 1924. за шефа Статистичког одсека Санитетског одељења Министарства војног. Потом је обављао дужности управника војне болнице у Ваљеву, начелник санитета Прве армије у Новом Саду, управник војне болнице у Загребу и управник Војносанитетског завода у Земуну.
Учествовао је у раду Југословенског друштва за чување народног здравља и у уређивању часописа Здравље, и истовремено радио на приређивању здравствено-просветних изложби.

### У Другом светском рату
У априлском рату 1941. године, др Владимир Станојевић је заробљен као управник Војносанитетског завода. У јесен 1941. постављен је за шефа Војносанитетског комитета при Комесаријату за народно здравље и социјалну политику ради ликвидације војносанитетских установа и распоређивања особља. Крајем 1941, стављен је на располагање и у јануару 1942. године пензионисан је по молби, у чину санитетског бригадног генерала.
За време рата посветио се прикупљању података за своје капитално дело „Историја медицине” које је публиковано 1953. године.

### После Другог светског рата
После Другог светског рата, између 1946. и 1948. године, био је хонорарни професор историје медицине у Санитетској официрској школи у Београду. Станојевић је на основу свог дела Историја медицине хабилитован од стране Савета Медицинског факултета у Београду и два пута је био изабран за наставника за предмет историја медицине. Оба пута, међутим (1953. и 1956) Универзитетско веће није потврдило избор, наводећи као разлог Станојевићеве године. Као хонорарни наставник историје медицине, од 1957. године радио је на Медицинском факултету у Сарајеву. 
Преминуо је у Београду 1978. године.

## Дело
Др Станојевић је био оснивач и доживотни председник Секције за историју медицине и фармације Српског лекарског друштва и оснивач и управник Музеја српске медицине СЛД (1955 — 1978). Био је, први председник Југословенског друштва за историју медицине, фармације и ветеринарства (1955 — 1960), затим и доживотни почасни председник истог друштва.
Као председник Секције и Друштва уређивао је зборнике радова саопштених на састанцима Секције, односно зборнике радова излаганих на научним састанцима Друштва.
Јавним, друштвеним, књижевним и културним радом бавио се од младости и до смрти објавио је преко 170 научних, стручних, књижевних и популарно-хигијенских радова. Дело под насловом Историја српске медицине, који је откупила Српска академија наука 1950. године, до данас је остало у рукопису.

## Признања
Био је носилац следећих одликовања:
- Ордена Светог Саве V степена,
- Ордена Светог Саве III степена,
- Ордена Југословенске круне III степена,
- Ордена Свете Ане,
- Ордена Белог орла V степена,
- Румунске споменице
- Албанске споменице.